# Zsuzsa Koncz

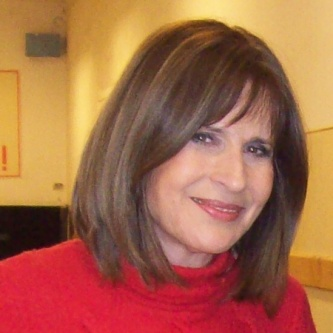
Zsuzsa Koncz i april 2011.

Zsuzsa Koncz, född 7 mars 1946, är en ungersk sångerska.

## Diskografi i urval
- Volt egyszer egy lány (1969)
- Szerelem (1970)
- Jana Koncz (på tyska, 1970)
- Kis Virág (1971)
- Élünk és meghalunk (1972)
- Zsuzsa Koncz (på tyska, 1972)
- Jelbeszéd (1973)
- Gyerekjátékok (1974)
- Kertész Leszek (1975)
- Ne vágj ki minden fát! (1975)
- Koncz Zsuzsa IX (1976)
- Koncz Zsuzsa X (1977)
- Aranyalbum (bästa av, 1978)
- Valahol (1979)
- Ich komm und geh mit meinen Liedern (1980)
- Menetrend (1981)
- Die lauten Jahre sind vorbei (1982)
- Konczert (1984)
- Morgenlicht (1984)
- Újhold (1985)
- Fordul a világ (1988)
- Ég és Föld között (1997)
- Csodálatos világ (duetter, 1998)
- Miért hagytuk, hogy így legyen? (1999)
- Verslemez III. (2001)
- Wie sag ich's Dir (2003)
- József Attila verseit énekli Koncz Zsuzsa (2005)
- Egyszerű ez (2006)